# 스윙걸즈
스윙걸즈(일본어: スウィングガールズ, Swing Girls)는 2004년 9월 11일 개봉한 일본의 영화이다. 대한민국에는 2006년 3월 23일에 개봉되었다. 감독은 야구치 시노부, 주연은 우에노 주리.

## 개요
일본의 도호쿠 지방(동북 지방)의 외진 시골의 낙오된 여고생들이 모여 빅 밴드를 결성해, 재즈를 연주하는 청춘 영화이다. 영화의 주요 촬영은 야마가타현 오키타마 지방을 중심으로 이루어졌다. 극중 대사도 야마가타벤(야마가타 사투리)가 사용되었지만, 사투리는 알아듣기 어렵기 때문에 존재하지 않은 요네야마벤이 사용되었다.
캐치프레이즈는 〈재즈 해보입시데이〉

## 출연진

### 주요 인물
- 스즈키 토모코(테너 색소폰 담당) 역 : 우에노 주리
- 나카무라 유타(피아노 담당) 역 : 히라오카 유타
- 사이토 요시에(트럼펫 담당) 역 : 칸지야 시호리
- 세키구치 카오리(트럼본 담당) 역 : 모토카리야 유이카
- 나오미 타나카(드럼즈 담당)　역 : 토시마 유카리

### 그외 학생들
- 쿠보 치카 (알토 색소폰 담당) : 아스카
- 오카무라 케이코 (알토 색소폰 담당) : 나카무라 치세
- 오쓰 아케미 (테너 색소폰 담당) : 네모토 마사에
- 시미즈 유미코 (바리톤 색소폰 담당) : 마츠다 마도카
- 이시카와 리에 (트럼펫 담당) : 카네자키 무츠미
- 시모다 레이코 (트럼펫 담당) : 아베 나기사
- 미야자키 미사토 (트럼펫 담당) : 나가시마 미사
- 요시다 카요 (트럼본 담당) : 마에하라 에리
- 키노시타 미호 (트럼본 담당) : 나카자와 나츠키
- 고바야시 요코 (트럼본 담당) : 타츠미 나츠코
- 야마모토 유카  (베이스 담당) : 미즈타 후미코

### 가족
스즈키 토모코 집
- 토모코의 아버지 스즈키 타이조 : 코히나타 후미요
- 토모코의 어머니 스즈키 사나에 : 와타나베 에리코
- 토모코의 여동생 스즈키 아키 : 카네코 리나
- 토모코의 할머니 스즈키 미에 : 사쿠라 무츠미

### 산가 고등학교 관계자
- 수학 교사·오자와 다다히코 : 다케나카 나오토
- 음악 교사·이타미 야요이 : 시라이시 미호
- 취주악부의 남학생 부장 : 타카하시 잇세이
- 야구부 남학생 이노우에 : 후쿠시 세이지
- 여학생·치에 : 이와사 마유코
- 쿠보타 선생님 : 타카라이 마사유키

### 야마하 음악 교실
- 음악 교실의 선생님 (트럼본) : 타니 케이
- 음악 교실 학생·마스미 (우드베이스) : 니시다 나오미
- 음악 교실 학생·사토시 (전자 피아노) : 타니모토 카즈마사

## 스탭
- 감독·각본 : 야구치 시노부
- 각본 협력 : 야구치 준코
- 제작 : 카메야마 치히로, 시마타니 요시나리, 모리 류이치
- 프로듀서 : 마스이 쇼지
- 기획 : 세키 카즈요시, 후지와라 마사미치, 치노 요시히코
- 프로듀서 : 세키구치 다이스케, 호리 신타로
- 선전 프로듀서 : 하라다 에리코
- 음악 : 미키 요시노, 키시모토 히로시
- 레코딩 엔지니어 : 하마 마스미
- 밴드 감독 : 야마구치 레오
- 촬영 : 시바누시 다카히데
- 편집 : 미야지마 류지
- 조명 : 오사다 타츠야
- 녹음 : 코오리 히로미치
- 미술 : 이소다 노리히로
- 제작 담당 : 마에무라 유코
- 동물 조련사 : 누마타 카즈오
- 방언지도 : 마시마 히데카즈 , 이토 사유리
- 제작 : 후지 TV, 알타미라 픽쳐스, 토호, 덴츠
- 배급 : 토호

## 수상 정보
- 2005년 제28회 일본 아카데미상
  - 신인배우상 : 우에노 주리, 히라오카 유타
  - 최우수 편집상 : 미야지마 류지
  - 최우수 녹음상 : 코리 히로미치
  - 최우수 음악상 : 미키 요시노, 키시모토 히로시
  - 최우수 각본상 : 야구치 시노부
  - 우수 감독상 : 야구치 시노부
  - 우수 작품상
  - 화제상 (작품 부분)

- 제26회 요코하마 영화제
  - 일본 영화 베스트 텐 제4위
  - 각본상 : 야구치 시노부
  - 촬영상 : 시바누시 다카히데
  - 최우수 신인상 : 우에노 주리

- 제47회 블루 리본상 일본 영화 베스트 텐

- 제29회 2005년 에란도르상
  - 프로듀서 장려상 : 마스이 쇼지

- 제2회 일본 영화·텔레비전 녹음 협회 "녹음상"
  - 장려상

- 제14회 일본 영화 비평가 대상
  - 작품상

- 제59회 마이니치 영화 콩쿠르
  - 스포니치 그랑프리 신인상 : 우에노 주리

- 제78회 키네마 준보 베스트 텐
  - 작품상 제7위 : "스윙 걸즈"

- 제46회 일본 레코드 대상
  - 기획상 : 영화 《스윙 걸즈》 OST 음악 / 미키 요시노 외 유니버설 뮤직

- 제19회 일본 골드 디스크 대상
  - 사운드 트랙 앨범 오브 더 이어 : 영화 《스윙 걸즈》 OST 음악 / 미키 요시노 외 유니버설 뮤직